# Paul Wolf (Politiker, 1920)
Paul Wolf  (* 11. März 1920 in Malkwitz, Landkreis Breslau; † 30. Dezember 1977 in Niederstetten) war ein deutscher Politiker (SPD).

## Leben und Beruf
Wolf besuchte die Volksschule in Malkwitz, die Realschule in Kanth (Schlesien) und legte 1939 sein Abitur an der Oberrealschule in Breslau ab. 1939 bis 1945 musste er Reichsarbeitsdienst und Kriegsdienst (zuletzt als Leutnant) leisten und befand sich 1944 bis Anfang 1946 in  amerikanischer Kriegsgefangenschaft. Danach machte er eine Ausbildung zum Tuchmacher und war 1948 Tuchweber in der Tuchfabrik Oehlert in Neustadt an der Weinstraße. Dort war er 1949 bis 1953 Betriebsratsvorsitzender und ab 1953 Gewerkschaftssekretär der Gewerkschaft Textil und Bekleidung, Geschäftsführer der Geschäftsstelle Lambrecht / Pfalz.

## Politik
Wolf  war seit 1949 Mitglied der SPD. 1953 bis 1966 war er Vorsitzender des SPD-Ortsvereins Neustadt an der Weinstraße, bis 1965 Mitglied des Bezirksvorstands der SPD der Pfalz und Vorsitzender des SPD-Unterbezirks Neustadt an der Weinstraße. 1957 bis 1964 war er Dritter Beigeordneter der Stadt Neustadt an der Weinstraße und ehrenamtlicher Bürgermeister. 1965 war er Vorsitzender der SPD-Stadtratsfraktion und 1969 wurde er Erster Bürgermeister in Neustadt an der Weinstraße.
Dem Rheinland-Pfälzischen Landtag gehörte er vom 18. Mai 1951 bis zum 17. Mai 1971 an. Im Landtag war er Mitglied und ab der 5. Wahlperiode Vorsitzender im Sozialpolitischen Ausschuss. 1959 war er Mitglied der 3., 1969 der 5. Bundesversammlung.
Daneben war er 1948 Mitbegründer des Bunds vertriebener Deutscher in Rheinland-Pfalz, bis 1954 dessen Bezirks- und Landesvorsitzender und Mitglied des Vertriebenen- und Flüchtlingsausschusses des SPD-Parteivorstands in Bonn.

## Ehrungen
- Bundesverdienstkreuz 1. Klasse (1970)